# Castlevania: The Adventure
Castlevania: The Adventure (ドラキュラ伝説?, Dorakyura densetsu, La leggenda di Dracula) è un videogioco a piattaforme sviluppato e pubblicato nel 1989 da Konami per Game Boy. È il primo titolo della serie Castlevania prodotto per una console portatile. Ha ricevuto un seguito, Castlevania II: Belmont's Revenge, distribuito sulla stessa console nel 1991.
Oltre ad essere stato distribuito per Nintendo 3DS, il gioco è incluso nelle raccolte Konami GB Collection Vol. 1, per Game Boy e Game Boy Color, e Castlevania Anniversary Collection per PlayStation 4, Xbox One, Nintendo Switch e Microsoft Windows. Nel 2009 è stato prodotto un remake del gioco per Wii dal titolo Castlevania: The Adventure ReBirth, distribuito tramite WiiWare.

## Trama
La trama è un prequel dei primi capitoli: ambientato nel 1576, il protagonista non è Simon Belmont, ma il suo antenato Christopher. Scopo finale è di uccidere Dracula e distruggere il suo castello.

## Modalità di gioco
Castlevania: The Adventure è diviso in quattro livelli, completabili entro un limite temporale. A differenza degli altri capitoli, raccogliendo i power-up a forma di cuore la vita viene ripristinata, quando solitamente servono come "munizioni" delle armi secondarie: queste ultime infatti non sono presenti. L'arma principale può essere migliorata raccogliendo appositi oggetti; tuttavia, se il personaggio viene colpito da un nemico perde istantaneamente il potenziamento acquisito, oltre che a un numero variabile di vita: quando questa (rappresentata da una serie di barre verticali) finisce si perde una vita su un massimo di tre, terminate le quali il gioco si conclude. Si può guadagnare una vita ogni 20 000 punti; questi ultimi si guadagnano raccogliendo dei cristalli.

## Accoglienza
Castlevania: The Adventure ha ricevuto giudizi contrastanti dalla stampa specializzata. Sono stati lodati grafica e colonna sonora, in particolare quest'ultima è considerata molto bene composta; d'altro canto è stata criticata una certa difficoltà di alcuni passaggi, specie connessa alla scarsa rapidità dei movimenti del protagonista. Inoltre è stata notata una certa mancanza di originalità, e allo stesso tempo l'assenza di alcuni elementi familiari della serie (fra tutti la mancanza delle armi secondarie).

## Eredità
Nel 2005 la IDW Publishing ha pubblicato un fumetto intitolato Castlevania: The Belmont Legacy, basato sul protagonista del gioco Christopher Belmont.